# 秦麦高速公路
秦州—麦积高速公路，原名天北高速公路（“天”意为天水市，实际指原天水市秦城区；“北”指原天水市北道区），是甘肃省天水市的一条高速公路。该路为连接天水市秦州、麦积两区的重要通道，是甘肃省境内建设最早和甘肃省最短的高速公路。里程13.161公里，于1994年7月1日建成通车。
2001年12月天水至定西巉口公路建成通车后，秦州—麦积高速公路与310国道共线。2014年7月1日零时起，秦州—麦积高速公路停止征收过路费。2019年11月，甘肃省交通运输厅与天水市人民政府签订《S16秦麦高速公路委托管理养护协议书》，将秦州—麦积高速公路纳入天水市城区道路路网，由天水市负责项目管理和养护工作。

## 概况
该路于1992年6月动工，1994年7月1日竣工并交付使用，工程总投资7,800多万元。正线长13.15公里，岔线、辅道、匝道7.89公里，主线宽24.5米，全封闭、全立交、双向四车道、水泥混凝土路面，设计车速每小时120公里。全线有立交桥1座、中桥3座、小桥1座、涵洞35道、立交通道8处，并设有完善的防撞、防浪设施。路面宽敞平整，线型流畅优美，具有交通、河防、水利、市政、疏浚五大功能。该路是甘肃省第一条高速公路，也是甘肃省最短、中国及世界第二短的高速公路（从竣工至2008年成都市区至双流机场高速通车期间为中国及世界最短的高速公路）。

## 背景
早期天水市秦城、北道两大城区之间的交通仅靠310国道旧段东泉至天水郡21公里过境公路（该路段现为天水市羲皇大道的一部分）连接，该路段始建于1944年，竣工于1948年，路基窄，路况差。中华人民共和国成立后虽进行了改扩建，但公路等级低，经常修修补补，严重制约了秦城、北道两大城区乃至作为甘肃省第二大城市的天水全市的经济社会发展。天水市为此决定在两区间沿藉河南侧修建一条高速公路。
当时甘肃省尚无高速公路，西北地区也鲜有修建高速公路的先例，导致这一计划曾遭到较大质疑。由于时任天水市市长王文华等人的坚持，工程得以开工。最终，在建设资金紧缺、周期短、时间紧、任务重、经验不足的情况下，天北高速公路于1994年7月1日正式竣工通车。

## 影响
天北高速公路的建成结束了甘肃省没有高速公路的历史，并将天水市的城区由两大块连结为一体。
天北高速公路的建设还创造了多个国内、省内高速公路建设中的第一：
- 投资最少，全部投资7800万元，每公里平均投资593万元。
- 公里投资节约最多，每公里投资比计划减少407万元。
- 质量最好，建成多年来，仅经过几次维护，路面、路肩仍稳定无变形，整条道路均没有大的损坏，在2018年以前没有进行过任何大修。